# Jasne (obwód winnicki)
Jasne (ukr. Ясне) – osiedle na Ukrainie, w obwodzie winnickim, w rejonie czerniweckim. W 2001 roku liczyło 20 mieszkańców.